# Nalini Anantharaman
Nalini Florence Anantharaman (París, Francia, 26 de febrero de 1976) es una matemática francesa, ganadora de varios galardones científicos incluyendo el Premio Henri Poincaré en 2012.

## Biografía
Anantharaman nació en París en 1976, hija de dos matemáticos y profesores de la Universidad de Orleans. Entró en la Escuela Normal Superior en 1994, y completó su doctorado bajo la dirección de François Ledrappier en 2000 en la Universidad Pierre y Marie Curie. Tras ello, ocupó puestos como profesora asociada en la Escuela Normal Superior de Lyon y en la École Polytechnique.
En 2009, se convirtió en catedrática en la Universidad de París-Sur, tras lo cual pasó un año como profesora visitante en la Universidad de California en Berkeley. Entre enero y junio de 2013, trabajó en el Institute for Advance Study en Princeton. En la actualidad, es profesora en la Universidad de Estrasburgo.
En 2012, ganó el Premio Henri Poincaré en física matemática, compartido con Freeman Dyson, Barry Simon y Sylvia Serfaty, por su trabajo en «caos cuántico, sistemas dinámicos y la ecuación de Schrödinger, incluyendo un avance reseñable en el problema de la unicididad de la ergodicidad cuántica». En 2011, ganó el Premio Salem, entregado a investigadores en series de Fourier. También en 2011 ganó el Premio Jacques Herbrand de la Academia de Ciencias de Francia. En 2015, Anantharaman fue elegida miembro de la Academia Europaea. Fue ponente plenaria en el Congreso Internacional de Matemáticos de 2018.
En 2018, por su trabajo sobre el caos cuántico se le entregó el Premio Infosys en matemáticas, uno de los mayores premios en India para reconocer la excelencia en ciencia e investigación.

## Publicaciones destacadas
- «Entropy and localization of eigenfunctions», Annals of Mathematics, Volumen 168, 2008, pp. 435–475.
- Con Stéphane Nonnenmacher y Herbert Koch. «Entropy of self-Functions», Proc. Boarding. Congress Mathem. Physics, 2006.
- Con Nonnenmacher. «Half-delocalization of eigenfunctions for the Laplacian on to Anosov manifold», Annales Inst Fourier, Volumen 57, 2007, pp. 2465–2523